# 9489 Tanemahuta
9489 Tanemahuta (1146 T-1) là một tiểu hành tinh vành đai chính.